# Organización de la Unidad Afroamericana

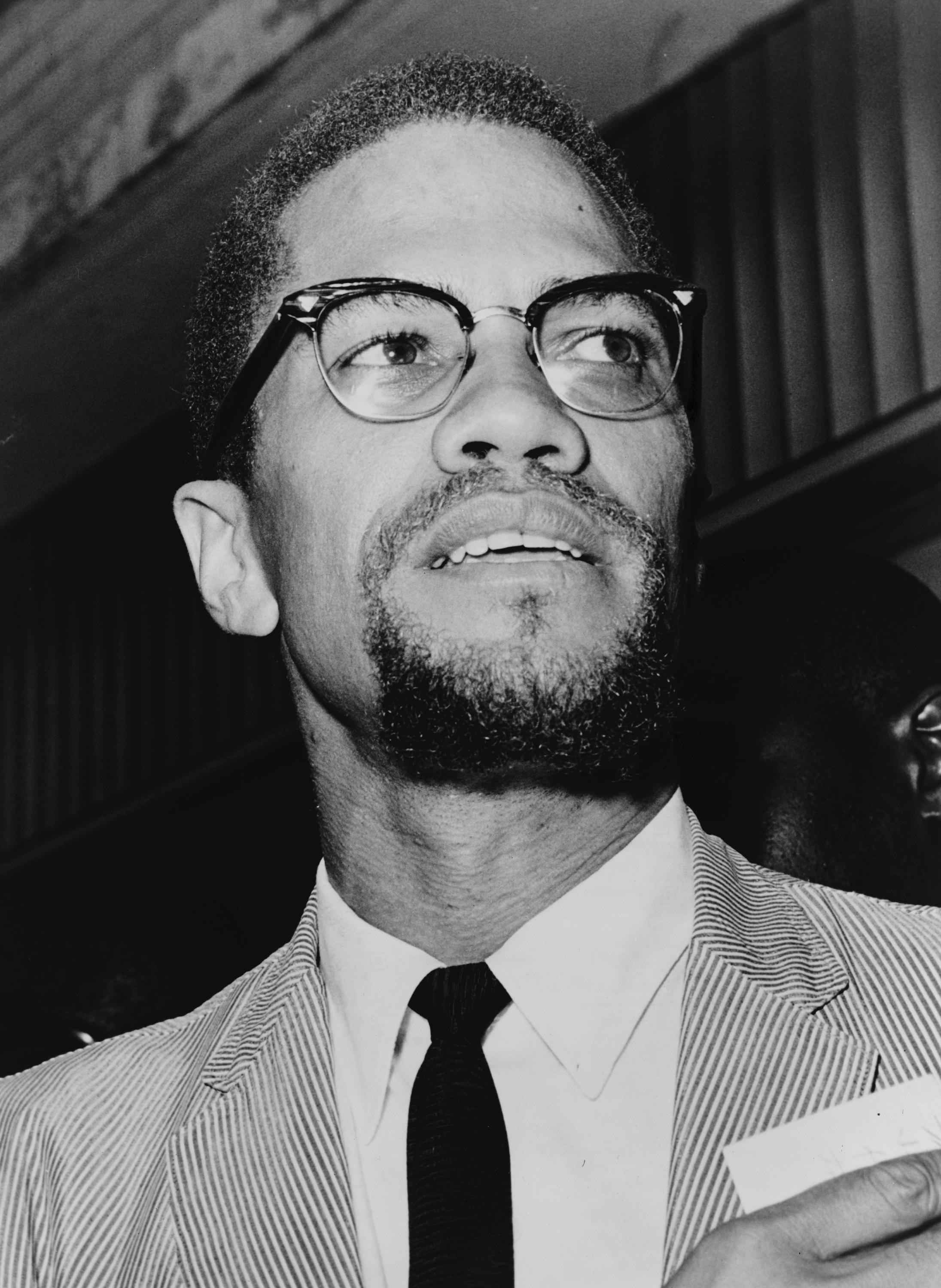
Malcolm X, fundador de la OAAU, en Queens Court

La Organización de la Unidad Afroamericana (Organization of Afro-American Unity-OAAU) fue fundada por Malcolm X el 28 de junio de 1964, tras haber dejado la Nación del Islam, haber fundado la Muslim Mosque, Inc. y haber realizado el hajj o peregrinación a La Meca. La organización funcionó hasta el asesinato de Malcolm X en 1965. Fue diseñada para tener unas normas y sacrificios religiosos menos estrictos que los de la Nación del Islam. Debido a su carárter secular tuvo cientos de miembros y simpatizantes.
En un telegrama fechado dos días más tarde de la fundación de la organización, a raíz de unas protestas en San Agustín, Florida, Malcolm X le comunicaba a Martin Luther King lo siguiente:

Hemos sido testigos con gran preocupación de los brutales ataques de las razas blancas contra nuestra pobre gente indefensa en St. Augustine. Si el Gobierno Federal no envía tropas en su ayuda, sólo tiene que decir una palabra y nosotros enviaremos inmediatamente algunos de nuestros hermanos allí para organizar las unidades de autodefensa entre nuestra gente y entonces, el Ku Klux Klan recibirá el sabor de su propia medicina. El día de poner la otra mejilla a esas bestias brutas ha terminado.

El telegrama lo firmaba en calidad de "presidente de la Organización de la Unidad Afro-Americana" desde el Theresa Hotel en Harlem, Nueva York.

## Objetivos y líneas generales del programa
Se supone que el 15 de febrero de 1965 Malcolm X iba a presentar el programa de la organización, pero tras el ataque a su casa, se aplazó la presentación para el 21, día en el que fue asesinado. El documento prometía la unidad y promover la justicia. La organización estaba orientada a todas aquellas personas de origen africano que quisieran unir sus esfuerzos para liberarse de la opresión, independientemente de dónde viviesen o de sus ideologías.
Los objetivos básicos de la organización eran la autodeterminación y la unidad nacional de los afroamericanos, entendiendo estos como la recuperación del control sobre sus vidas y su historia y la unidad entre todas las personas de origen africano contra la opresión, olvidando las diferencias que la estructura del poder había creado para mantenerlos divididos y esclavizados.
El programa contemplaba cinco áreas estratégicas que serían desarrolladas a través de los comités. Estas áreas eran las siguientes:
- Restauración: dado que hasta la fecha, las comunicaciones con el continente africano y los africanos que allí vivían, habían sido proporcionadas por la gente que los había mantenido esclavizados, el programa abogaba por la restauración de dichas comunicaciones con África, apoyadas por periódicos independientes nacionales e internacionales, publicaciones, contactos personales y otros medios de comunicación disponibles. Entre los objetivos de esta restauración se encontraban el hacer ver a todo el mundo la verdad sobre la esclavitud y el daño que había hecho así como el reeducar a la población negra para que estuviese alerta acerca de los progresos de África, conociese su historia, dejase de creer falsedades y aprendiese a buscar la verdad.

- Reorientación: para mantener esclavizado al pueblo afroamericano, había sido necesario, según el documento, limitar su pensamiento para evitar la identificación de sus problemas con los problemas de otros pueblos de origen africano. Para evitar eso, la organización proponía desarrollar el conocimiento de las relaciones del pueblo afroamericano con el resto del mundo y clarificar sus papeles, derechos y responsabilidades como seres humanos. También recomendaba el estudio de filosofías, psicologías, culturas e idiomas que no proviniesen por los opresores racistas.

- Educación: para la organización, los esclavistas habían desarrollado un sistema de educación racista que había llegado a hacer que a menudo los mismos esclavos participasen tan profundamente en él, que llegasen a justificar el haber sido esclavizados y oprimidos. Para evitar esto se proponía es establecimiento de institutos y centros de educación experimentales, escuelas de liberación y guarderías en las comunidades afroamericanas. La organización también pretendía influir en la elección de libros de texto y equipamientos utilizados en las escuelas públicas al mismo tiempo que apremiaban a afroamericanos cualificados a escribir y publicar los libros de texto necesarios para liberar sus mentes. Hasta que el pueblo afroamericano llegase a controlar completamente sus instituciones educativas, se recomendaba completar la formación escolar de los niños educándolos en casa.

- Seguridad económica: la OAAU pretendía liberar a los afroamericanos de la esclavitud económica mediante varias medidas, entre las que destacan el mantenimiento de un banco de técnicos. Este banco permitiría poner a disposición de las nuevas naciones independientes de África los técnicos que fuesen necesarios, de modo que al mismo tiempo que éstas obtenían lo que necesitaban, los afroamericanos desarrollarían un mercado abierto para sus propias habilidades, obteniendo cooperación y beneficio mutuos.

- Auto-defensa: debido al elevado número de afroamericanos que habían sufrido abusos, malos tratos o linchamientos y a que estos crímenes habían permanecido sin castigo en su inmensa mayoría, la organización animaba a sus seguidores a autodefenderse de los ataques de los agresores racistas que les negaban las garantías de la Declaración Universal de los Derechos Humanos de las Naciones Unidas y de la Constitución de los Estados Unidos de América. La OUUA tomaría los pasos privados que fuesen necesarios para asegurar la supervivencia del pueblo afroamericano en la lucha contra el racismo. Dado que pagaban sus impuestos y servían en el ejército como cualquier otro ciudadano, exigían al gobierno sus obligaciones para con ellos, entre las que se encontraban, entre otras, la defensa del derecho a la vida, a la libertad y a la persecución de la felicidad. En aquellas regiones donde el gobierno no pudiese, o no quisiese llevar ante la justicia a los racistas opresores, asesinos de inocentes, la organización abogaba porque los afroamericanos se aseguraran a sí mismos la justicia, al precio que fuera y por el medio que fuera necesario.

## Comités de la organización
El programa presentado debería ir siendo actualizado por los miembros teniendo en cuenta las condiciones nacionales, regionales y locales. La organización invitaba a la participación activa, en la creencia de que cada afroamericano tenía algo que aportar a la libertad de todos. Para ello disponían de varios comités en los que cada uno podía participar a su elección. En principio, se contemplaban los siguientes comités:
- Comité Cultural
- Comité Económico
- Comité Educativo
- Comité Político
- Comité de Publicaciones
- ROJO
- Comité Social
- Comité de Autodefensa
- Comité de Juventud
- Comités organizativos: Finanzas, Movilización de fondos, Legal, Miembros

### Sobre Malcolm X
- Página Web Oficial
- Archivos públicos del FBI sobre las investigaciones a Malcolm X
- Proyecto Malcolm X de la Universidad de Columbia
- Malcolm X.org. Página en inglés con gran cantidad de información sobre Malcolm X.

### Relacionados
- Web de la Nación del Islam (en inglés)

- Datos: Q3493102